# The Last of Mrs. Cheyney (1929)
The Last of Mrs. Cheyney (bra: A Cativante Viuvinha) é um filme norte-americano de 1929, do gênero comédia dramática, dirigido por Sidney Franklin e estrelado por Norma Shearer e Basil Rathbone.
O filme, o primeiro da MGM a ter uma trilha sonora, é baseado na peça homônima de Frederick Lonsdale, que teve 385 apresentações na Broadway entre novembro de 1925 e outubro de 1926.
A história foi refilmada duas vezes: "The Last of Mrs. Cheyney" (1937), estrelado por Joan Crawford; e "The Law and the Lady" (1951), estrelado por Greer Garson.

## Sinopse
A ladra Fay Cheyney finge ser uma viúva rica para roubar as pérolas da senhora Webley, em Monte Carlo. Entretanto, muda de planos quando conhece o abonado, bonito e aristocrático Lord Arthur Dilling, que também é sobrinho de sua futura vítima. Os dois se apaixonam e Fay passa a frequentar a alta classe. Um dia, durante uma festa na mansão de Mrs. Webley, Fay tem uma recaída e tenta se apoderar das joias. Porém, Arthur descobre tudo e propõe um trato: ela aceitaria ir para a cama com ele e ele não contaria nada. Mas Fay é uma mulher de princípios e resolve abrir o jogo...

## Premiações
| Patrocinador                                  | Prêmio | Categoria               | Situação |
| --------------------------------------------- | ------ | ----------------------- | -------- |
| Academia de Artes e Ciências Cinematográficas | Oscar  | Melhor Roteiro Adaptado | Indicado |

## Elenco
| Ator/Atriz          | Personagem          |
| ------------------- | ------------------- |
| Norma Shearer       | Fay Cheyney         |
| Basil Rathbone      | Lord Arthur Dilling |
| George Barraud      | Charles             |
| Herbert Bunston     | Lord Elton          |
| Hedda Hopper        | Lady Maria          |
| Moon Carroll        | Joan                |
| Madeline Seymour    | Senhora Wynton      |
| Cyril Chadwick      | Willie Wynton       |
| George K. Arthur    | George              |
| Frank Finch Smiles  | William             |
| Maude Turner Gordon | Senhora Webley      |